# Етилацетат
Етилацетат е органично съединение с формула CH
3–COO–CH
2–CH
3 или C
4H
8O
2. Тази безцветна течност има характерна сладка миризма и се използва в лепила, лакочистители и в процеса по декофеинизиране на чай и кафе. Етилацетатът е естерът на етанола и оцетната киселина. Произвежда се в промишлени количества като разтворител. През 2004 г. от него са произведени общо 1,3 милиона тона по света.

## Получаване
Етилацетат се синтезира промишлено главно чрез класическата Фишер-Шпайерова естерификация на етанол с оцетна киселина. Тази смес се преобразува в естер при стайна температура:
Реакция може да се ускори чрез киселинна катализа и равновесието да се прехвърли надясно чрез премахването на вода.
Добива се и чрез реакцията на Тишенко чрез комбиниране, включваща комбиниране на два еквивалента ацеталдехид в присъствието на алкоксиден катализатор:
2 CH
3CHO → CH
3COOCH
2CH
3
Специализиран промишлен метод включва каталитичното дехидрогениране на етанола. Този метод е по-рентабилен от естерификацията, но се прилага при излишък на етанол в химичните заводи. Обикновено, дехидрогенирането се провежда с мед при висока температура, но под 250 °C.

## Приложение
Етилацетатът се използва главно като разтворител и разредител и е предпочитан за ниската си цена, ниска токсичност и приемлива миризма. Той се използва широко за почистване на платки и в лакочистители. Кафените зърна и чаените листа се декофеинизират с етилацетат. Използва се и в парфюми, тъй като се изпарява бързо, оставяйки след себе си само уханието на парфюма по кожата.
В областта на ентомологията, етилацетатът се използва като ефективен задушлив газ, който убива насекомото бързо, без да го унищожава. Той не е хигроскопичен и позволява на тялото на насекомото да остане достатъчно меко.